# Batofar
Das Batofar (von französisch Bateau „Boot“ und Phare „Leuchtturm“ bzw. Bateau-phare „Feuerboot“) ist ein ehemaliges Feuerschiff der Commissioners of Irish Lights. Seit 1999 liegt das Schiff in Paris und dient als Club mit Restaurant. Es hat ein Fassungsvermögen von 300 Personen. Gegenwärtig ist der Club dauerhaft geschlossen.

## Geschichte
Das Schiff wurde von der britischen Werft Philip and Son in Dartmouth unter dem Namen Osprey gebaut und 1955 in Betrieb genommen. Es diente bis 1974 als Feuerschiff vor der irischen Küste, zuletzt auf der Station Daunt. Im Mai 1975 erfolgte die Außerdienststellung und es wurde an New Ross Harbour Commissioners verkauft. Dort wurde es bis 1997 als Lotsen- und Depotschiff im Hafen von New Ross eingesetzt. Im März 1998 wurde es nach Frankreich verkauft. Dort dient es seit 1999 im 13. Arrondissement in Paris als Restaurant und Partyschiff an der Seine.
Im Batofar finden DJ-Sets und Livekonzerte der elektronischen Tanzmusik statt, gelegentlich auch Rockkonzerte oder künstlerische Performances. 1999 spielten hier die 17 Hippies mit ihrem Projekt Sexy Ambient Hippies, u. a. mit dem Schlagzeuger Harald Großkopf. Auf dem Deck ist ein Café-Restaurant eingerichtet.

## Andere Schiffe mit diesem Namen
Das erste Feuerschiff Osprey wurde 1867/68 durch Walpole, Webb & Bewley in Dublin als Holzschiff mit 96 ft Länge, 21 ft Breit und 10 ft Tiefgang gebaut und auf Feuerschiff-Station eingesetzt. 1915 verkauft nach Galsworthy, Appledore.